# Байсунский район
Байсунский район (узб. Boysun tumani / Бойсун тумани) — административная единица в Сурхандарьинской области Узбекистана. Административный центр — город Байсун.

## История
Байсунский район был образован 29 сентября 1926 года. В 1938 году включён в состав Сурхандарьинского округа Бухарской области. С 1941 года в составе Сурхандарьинской области. 24 декабря 1962 года упразднён, а 29 декабря 1965 года восстановлен.
Туризм
В Байсунском районе находится 26 туристических объектов

## Население
Доля таджиков и узбеков в районе примерно одинаковая. В селах Бибиширин и Ширинобод проживают преимущественно таджики. Также в районе действуют центр таджикской культуры, открытый в 2020 году и более 10 школ с таджикским и смешанным языком обучения.

## Административно-территориальное деление
По состоянию на 1 января 2011 года в состав района входят:
- город Байсун.
- 5 городских посёлков:

1. Кафрун[узб.],
2. Корабуйин,
3. Пасурхи,
4. Рабат,
5. Тангимуш.

- 7 сельских сходов граждан:

1. Авлад,
2. Байсун,
3. Дербент,
4. Курганча,
5. Мачай,
6. Рабат,
7. Сайраб.

## Палеоантропология
В 1938—1939 годах советский археолог А.П. Окладников обнаружил в горах Байсунтау пещеру Тешик-Таш с погребением ребёнка-неандертальца. Другой известный археологический объект эпохи среднего палеолита и мезолита — пещера Мачай, впервые обследованная в 1931–1934 годах Гавриилом Васильевичем Парфёновым.

## Археология
В 1991 году во время раскопок на горе Сусизтаг , которыми руководил Эдвард Ртвеладзе, была открыта крепость Узундара эллинистического периода (III—II века до н.э.).
В 2003 году в местечке Курганзол археологическим отрядом Байсунской научной экспедиции под руководством Л. Сверчкова была обнаружена крепость, основанная в северной Бактрии в конце IV века до н.э. Александром Македонским.